# Mar Musa
Mar Musa o, per esteso, Deir Mar Musa al-Habashi (ﺩﻴﺮ ﻣﺎﺭ ﻣﻮﺳﻰ ﺍﻟﺤﺒﺸﻲ, Dayr Mār Mūsā al-Ḥabashī, letteralmente Monastero di San Mosè l'Etiope) è una comunità monastica cattolica di rito siriaco, sita nei pressi della cittadina di al-Nabk, a circa 80 chilometri a nord di Damasco, in Siria.

## Storia

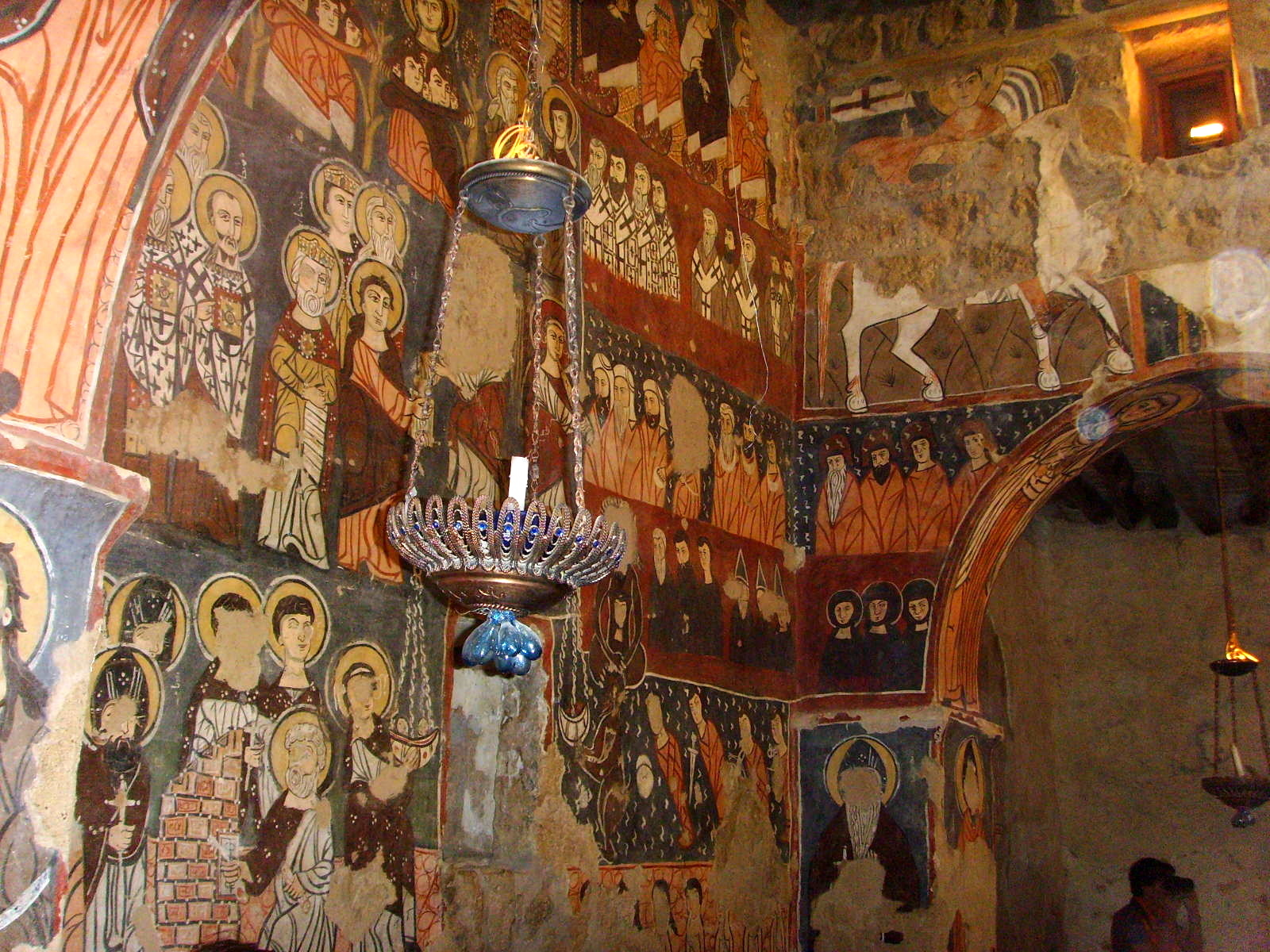
Affreschi della chiesa

In epoca romana il luogo fu abitato da anacoreti che a poco a poco costituirono la prima comunità monastica. La tradizione locale vuole che Mosè l'Etiope, figlio di un re etiope, dopo aver rifiutato di succedergli al trono, scelse la vita eremitica. Si trasferì in Egitto poi in Terra santa poi si stabilì definitivamente in Siria, dove trovò riparo in una grotta nella valle dove oggi sorge il monastero.
Anni dopo morì per mano dei soldati dell'Impero bizantino. Il corpo del martire fu riportato in patria dai familiari. Solo un pollice venne custodito in Siria.
Secondo altre fonti il monaco Mar Musa viene indicato come uno schiavo nero di origine etiope e di altissima statura, cacciato dal suo padrone a causa di numerosi furti, e poi diventato monaco.

## Edifici
La chiesa principale del monastero possiede preziosi affreschi risalenti all'XI e al XII secolo. Il monastero è stato oggetto di restauro da parte dell'Istituto  Centrale per il Restauro che è intervenuto, attraverso un cantiere-scuola in particolare sulle pitture murali conservate all'interno della chiesa all'interno di un programma di cooperazione italo-siriana, a partire dalla metà degli anni '80 e per circa un decennio.

## Comunità spirituale al-Khalīl
Il monastero (Deir) di Mār Mūsā è stato rifondato nel 1982 dal gesuita italiano padre Paolo Dall'Oglio, con il nome di "Comunità monastica al-Khalil di Deir Mar Moussa al-Habashi" (l'amico di Dio), per ospitare aderenti sia di confessione cattolica sia di confessione ortodossa.
Nel 1992 padre Paolo Dall'Oglio ha aperto a Deir Mār Mūsā una comunità spirituale ecumenica mista, che promuove il dialogo tra cristianesimo e islam. Il suo attivismo lo ha reso inviso al regime, che ne ha decretato l'espulsione nel 2012.
La sorte della comunità è messa in forse dalla repressione messa in atto dal governo siriano per far fronte alle proteste popolari iniziate nel 2011. Padre Dall'Oglio è stato rapito dagli islamisti a Raqqa, nell'estate del 2013.
La comunità comprende anche il monastero di Mar Elian sito nel governatorato di Homs che è stato distrutto dagli islamisti nell'estate del 2015.
La comunità monastica continua la sua missione nel costruire ponti di amicizia e di armonia con l'islam e i musulmani. Oggi lavora particolarmente per aiutare gli sfollati e i poveri siriani, cristiani e musulmani nella zona di Nebek e di Homs. La comunità ha anche fondato nel 2002 un monastero-studentato in Italia, nella città di Cori, in provincia di Latina, e nel 2010 ha fondato un altro monastero in Iraq, nella città di Sulaymanyyah, nel Kurdistan; anche lì la comunità è attiva nel dare supporto e aiuto agli sfollati cristiani provenienti da Mosul, Baghdad, Qaraqosh e altre località irachene
.

## Filmografia
- Padre Dall'Oglio, regia di Fabio Segatori (2024)[5]